# Porțiunea bazilară a osului occipital
Porțiunea bazilară a osului occipital (corpul osului occipital) (Pars basilaris ossis occipitalis) este o placă patrulateră a osului occipital. Marginea posterioară a ei se află înaintea găurii occipitale, iar marginea anterioară se unește cu corpul osului sfenoidal prin intermediul unui cartilaj, formând sincondroza sfeno-occipitală (Synchondrosis spheno-occipitalis), acest cartilaj este înlocuit de țesutul osos la adulți, și porțiunea bazilară se sudează cu corpul osului sfenoid.
- Pe fața exocraniană a porțiunii bazilare orientată în jos se află tuberculul faringian (Tuberculum pharyngeum). Înaintea tubercului faringian se află foseta faringiană (Fossa pharyngea). Anterior de condilul occipital se află o depresiune mică, care poate fi înlocuită uneori de un mic tubercul precondilar.
- Pe fața endocraniană a porțiunii bazilare orientată în sus se află clivusul (Clivus), format împreună cu corpul sfenoidului.
- Între marginea laterală a porțiunii bazilare și marginea posterioară a stâncii osului temporal se află fisura pietrooccipitală (Fissura petrooccipitalis). De-a lungul acestei fisuri pe fața endocraniană se află șanțul sinusului pietros inferior al osului temporal (Sulcus sinus petrosi inferioris ossis temporalis), care împreună un șanțul omonim al osului temporal - șanțul sinusului pietros inferior al osului temporal (Sulcus sinus petrosi inferioris ossis temporalis) - formează un șanț complet - șanțul sinusului pietros inferior (Sulcus sinus petrosi inferioris) - în care se află sinusul pietros inferior (Sinus petrosus inferior).